# Keon Ambrose-Hylton
Keon Ambrose-Hylton (21 september 2001) is een Amerikaans-Canadees basketballer.

## Carrière
Ambrose-Hylton groeide op in Toronto maar ging dan naar de International Sports Academy in Willoughby onder coach Dave Briski. Hij nam deel aan het WK onder 17 in 2017 en in 2019 aan het WK onder 19 jaar met de Canadese nationale ploeg. Hij nam in februari 2019 deel aan het Basketball Without Borders Global Camp naast deelnames aan het Nike EYBL en de Peach Jam Invitational.
In 2020 ging hij collegebasketbal spelen voor de Alabama Crimson Tide waar hij twee seizoenen lang speelde. In 2022 maakte hij de overstap naar Southern Methodist Mustangs waar hij drie seizoenen speelde. Hij werd niet gekozen in de NBA draft van 2025. Hij tekende zijn eerste profcontract bij het Canadese Edmonton Stingers in mei 2025. Hij tekende voor het seizoen 2025/26 bij de Belgische eersteklasser Kortrijk Spurs.

### Nationale ploeg
Ambrose-Hylton speelde jeugdinternationals voor de Canadese nationale ploeg. Hij nam deel aan het WK onder 17 in 2017 en in 2019 aan het WK onder 19 jaar.